# Wapen van Leens

Het wapen van Leens

Het wapen van Leens werd op 21 januari 1886 per Koninklijk Besluit door de Hoge Raad van Adel aan de Groninger gemeente Leens toegekend. Vanaf 1990 is het wapen niet langer als gemeentewapen in gebruik omdat de gemeente Leens opging in de gemeente Ulrum, die zich later in 1992 hernoemde in gemeente De Marne. Het op 12 oktober 1990 aan Ulrum verleende wapen werd op naam gesteld van De Marne. In het wapen van De Marne is de sleutel een verwijzing naar Sint Pieter, dat op het wapen van Leens is afgebeeld.

## Blazoenering
De blazoenering van het wapen luidt als volgt:
Van lazuur, beladen met een naar voren gekeerden H. Petrus, gezeten op een troon, houdende in de opgeheven linkerhand een sleutel, in de rechter een boek, alles van zilver.

## Verklaring
Er bestaat een 14e-eeuwse zegel van De Marne met daarop Sint Pieter afgebeeld, die een sleutel vasthoudt met een kruisvormige opening in de baard. De zetel van het gericht was gelegen in Leens, wiens kerk gewijd was aan Sint Pieter.

## Verwante wapens

Wapen van De Marne

Adorp
· Aduard
· Appingedam
· Baflo
· Bedum
· Beerta
· Bellingwedde
· Bellingwolde
· Bierum
· De Marne
· Delfzijl 
· Eemsmond
· Eenrum
· Ezinge
· Finsterwolde
· Grijpskerk
· Grootegast
· Haren
· Hefshuizen
· Hoogezand
· Hoogezand-Sappemeer
· Hoogkerk
· Kantens
· Kloosterburen
· Leek
· Leens
· Loppersum
· Marum
· Meeden
· Menterwolde
· Middelstum
· Midwolda
· Muntendam
· Nieuweschans
· Nieuwe Pekela
· Nieuwolda
· Noordbroek
· Noorddijk
· Oldehove
· Oldekerk
· Onstwedde
· Oosterbroek
· Oude Pekela
· Reiderland
· Sappemeer
· Scheemda
· Slochteren
· Stedum
· Ten Boer
· Termunten
· Uithuizen
· Uithuizermeeden
· Ulrum
· Usquert
· Vlagtwedde
· Warffum
· Wedde
· Wildervank
· Winschoten
· Winsum
· 't Zandt
· Zuidbroek
· Zuidhorn